# NGC 4636
NGC 4636 est une galaxie elliptique située dans la constellation de la Vierge. Sa vitesse par rapport au fond diffus cosmologique est de 1 275 ± 24 km/s, ce qui correspond à une distance de Hubble de 18,8 ± 1,4 Mpc (∼61,3 millions d'al). NGC 4636 a été découverte par l'astronome germano-britannique William Herschel en 1784.
NGC 4636 présente une large raie HI et c'est une galaxie LINER b, c'est-à-dire une galaxie dont le noyau présente un spectre d'émission caractérisé par de larges raies d'atomes faiblement ionisés.
La luminosité de la galaxie NGC 4636 dans l'infrarouge lointain (de 40 à 400 µm)  est égale à 9,55 × 109 {\displaystyle L_{\odot }} (109,98{\displaystyle L_{\odot }}) et sa luminosité totale dans l'infrarouge (de 8 à 1 000 µm) est de 1,17 × 1010 {\displaystyle L_{\odot }} (1010,07{\displaystyle L_{\odot }}).
À ce jour, trois douzaines de mesures non basées sur le décalage vers le rouge (redshift) donnent une distance de 16,303 ± 3,469 Mpc (∼53,2 millions d'al), ce qui est à l'intérieur des valeurs de la distance de Hubble. Cependant, cette galaxie, comme plusieurs de l'amas de la Vierge, est relativement rapprochée du Groupe local et on obtient souvent une distance de Hubble très différente en raison de leur mouvement propre dans le groupe où l'amas où elles sont situées. Notons que c'est avec la valeur moyenne des mesures indépendantes, lorsqu'elles existent, que la base de données NASA/IPAC calcule le diamètre d'une galaxie.

## Caractéristiques

### Gaz moléculaire et poussière
NGC 4636 a été observé en onde radio à des fréquences correspondant aux émissions des molécules de monoxyde de carbone (CO(2-1), à 230,5 TT) à l'aide du réseau de radiotélescopes ALMA. On a alors détecte la présence de gaz moléculaire dans NGC 4636. Un des nuages n'est pas associé à une émission optique visible et il est hors du champ de vision de la carte d'extinction de poussière. Le deuxième nuage est centré sur un nœud de poussière d'absorption et il est aligné avec une arête dans la carte des émissions des raies optiques. Les résultats obtenus par ALMA sont en bon accord avec les émissions attendues de la poussière froide et ils indiquent que celle-ci est surtout concentrée près de la partie centrale de la galaxie. La masse moléculaire totale serait aux environs de 2,6 x 105 {\displaystyle M_{\odot }}.
Les émissions en ultraviolet du doublet O-VI de l'oxygène sont un traceur du refroidissement des gaz, car sa luminosité est proportionnelle à leur taux de refroidissement, taux que l'on exprime habituellement en masse solaire par année ({\displaystyle M_{\odot }}/an). La mesure des émissions indique une vitesse de refroidissement de 0,43 ± 0,06 {\displaystyle M_{\odot }}/an. Les résultats obtenus du satellite FUSE donne un taux de 0,27 {\displaystyle M_{\odot }}/an. On peut aussi déduire ce taux de refroidissement à partir des observations des émissions rayon X. Les résultats obtenus du satellite ROSAT donne un taux de 0,31 {\displaystyle M_{\odot }}/an et ceux du télescope spatial Chandra un taux de 0,24 {\displaystyle M_{\odot }}/an.
En utilisant le télescope spatial Spitzer, on a aussi détecté dans l'infrarouge des émissions d'hydrocarbure aromatique polycyclique (HAP)) à des longueurs d'onde de 11,3 μm et 17,0 μm, ainsi que des raies de l'azote (Ne ii et Ne iii) et du soufre (S iii) au centre de NGC 4636. Les émissions infrarouges sont 50 fois plus élevées que celles prévues par l'émission stellaire. Cela suggère fortement qu'il y a de la poussière provenant d'une récente fusion avec une galaxie riche en gaz.
Les observations dans le visible en lumière H-alpha (Hα, la raie rouge de l'hydrogène) révèlent la présence de gaz chaud ionisé (T ~ 104 K) à l'intérieur d'un kiloparsec du centre de la galaxie. Les spectres de ces gaz indiquent un mouvement irrégulier à des vitesses allant de 150 à 200 km/s. Les cartes Hα du cœur de la galaxie montrent une cavité dans la distribution du gaz ionisé qui est entourée par une coquille dense située à environ 400 pc du centre de NGC 4636. L'explication la plus plausible est l'expansion de ce gaz produit antérieurement par un noyau actif (AGN),,,.
Dans NGC 4636, l'émission du carbone (C ii) est centrée sur le centre de la galaxie et elle s'étend jusqu'à un rayon d'environ 1 kpc. Les vitesses déduites des raies du (C ii) sont cohérentes avec celles mesurées pour la raie Hα. L'excès de poussière froide est à peu près dans la même région que le gaz ionisé et le gaz moléculaire,. Cette distribution de la poussière provient de l'éjection de gaz froid par l'activité du noyau il y a environ dix milliards d'années.

### Émission en rayon X
Dans le domaine des rayons X, NGC 4636 est l'une des galaxies elliptiques rapprochées les plus lumineuses avec un flux estimé à 2,6 x 1034 J/s. Un gaz chaud autour de la galaxie a été détecté pour la première fois par l'observatoire Einstein. Sur la base du profil de température du milieu interstellaire chaud, la masse du halo à l'intérieur d'un rayon de 35 kpc est estimée à 1,5 x 1012 {\displaystyle M_{\odot }}. Le pourcentage de matière non lumineuse de cette masse est estimé entre 50 % et 80 % de la masse totale de la galaxie, ce qui implique une fraction de matière baryonique exceptionnellement faible et la présence d'un grand halo de matière noire.
Les caractéristiques du halo de NGC 4636 sont uniques. Les observations du télescope spatial Chandra ont révélé des structures symétriques longues de 8 kpc qui ressemblent à des bras en spirale. Ils sont à une température supérieure d'environ 30 % à celle du nuage de gaz voisin. Ces bras forment la bordure de deux grosse bulles ellipsoïdales de gaz chaud. Une autre formation semblable a été détectée à environ 2 kpc au sud du bras situé au nord-est. Une faible source radio qui s'étire dans la direction NE – SO relie les deux bulles. Ces bulles originent probablement des ondes de choc créées par les jets provenant de l'activité AGN du noyau galactique. Il est possible que ces deux bulles aient des âges différents, générés par différentes périodes d'explosion AGN, comme le laisse supposer la présence de plasma radioémetteur dans une cavité alors que les autres sont silencieuses.
Le noyau de NGC 4636 brille aussi en rayon X sur un rayon d'environ 1 kpc. Le noyau présente une activité centrale entourée d'un bord brillant. Notons un fait intéressant, il y a une petite cavité qui entoure un jet radio détecté à une fréquence de 1,4 GHz et qui est probablement générée par ce jet. On peut donc raisonnablement supposer que les observations en rayons X et en ondes radio indiquent qu'il y a actuellement un écoulement de gaz dans le kiloparsec central de cette galaxie.
On a détecté 318 sources ponctuelles de rayonnement X dans le champ de vision de cette galaxie. Environ 25 % de ces sources sont situées en arrière plan alors 77 d'entre elles correspondent à l'emplacement d'amas globulaires. Les autres sources ponctuelles sont des binaires X à faible masse.

### Trou noir supermassif
Selon une étude publiée en 2009 et basée sur la vitesse interne de la galaxie mesurée par le télescope spatial Hubble, la masse du trou noir supermassif au centre de NGC 4636 serait comprise entre 250 millions et 680 millions de {\displaystyle M_{\odot }}.
Selon une autre étude basée sur l'observation par le télescope spatial Chandra du rayonnement X en provenance du centre de la galaxie NGC 4636 publiée en 2001, il y a un trou noir supermassif au centre de cette galaxie dont la masse est de 79,1 millions de masses solaires.

## Amas globulaires
NGC 4636 possède un grand nombre d'amas globulaires, largement supérieur à celui de galaxies similaires qui ne sont pas situées au centre d'un amas galactique. Le nombre totale d'amas à l'intérieur d'un rayon de 14 minutes d'arc est estimée à 4200 ± 120 et à l'intérieur de 7 minutes d'arc à 3500 ± 170. En comparaison, 12 000 ± 800 amas globulaires gravitent dans le halo de la galaxie elliptique géante M87 qui est au centre de l'amas de la Vierge et seulement de 150 à 200 autour de notre galaxie, la Voie lactée. Le nombre d'amas globulaires diminue abruptement entre 7 et 9 minutes d'arc, indiquant probablement le bord extérieur de la NGC 4636.
Comme dans d'autres galaxies, les amas sont de deux couleurs, bleus ou rouges. Il y a davantage d'amas rouges. La distribution de la métallicité est semblable à celle de la couleur présentant deux indices de métallicité distincts, soit un indice [Fe/H] de -1,23 et un autre de -0,35. L'âge des amas de NGC 4636 varie de 2 à 15 milliards d'années et un peu plus du quart d'entre eux sont âgés de moins de 5 milliards d'années. On a suggéré que les plus jeunes amas ont été créés pendant la fusion de plus petites galaxies avec NGC 4636.
La dispersion des vitesses des amas est de 231+15
−17 km/s avec une dispersion légèrement supérieure pour les amas bleus. Cette dispersion des vitesses est semblable à celle de M60, mais cette dernière est une galaxie plus brillante. La comparaison de la dispersion des vitesses des amas globulaires avec celle des étoiles montre que le rapport masse/luminosité n'est pas constant, mais qu'il devrait croître en s'éloignant du centre galactique, ce qui indique l'existence d'un halo étendu de matière noire dans NGC 4636,.

## Supernova
La supernova SN 1939A a été découverte dans NGC 4636 le 17 janvier par l'astrophysicien américano-suisse Fritz Zwicky. Cette supernova était de type Ia.
Une autre supernova a été découverte le 12 janvier par l'astronome japonais Koichi Itagaki. SN 2020ue était de type Ia.

## Groupes de M49, de M60 et l'amas de la Vierge
Selon A.M. Garcia, NGC 4636 est l'une des nombreuses galaxies du groupe de M49 (127 au total) qu'il a décrit dans un article publié en 1993. On retrouve dans cette liste 63 galaxies du New General Catalogue dont NGC 4382 (M85), NGC 4472 (M49), NGC 4516, NGC 4649 (M60) ainsi que 20 galaxies de l'Index Catalogue.
D'autre part, NGC 4636 apparait aussi dans une liste de 227 galaxies d'un article publié par Abraham Mahtessian en 1998. Cette liste comporte plus de 200 galaxies du New General Catalogue et une quinzaine de galaxies de l'Index Catalogue. On retrouve dans cette liste 10 autres galaxies du Catalogue de Messier, soit M49, M58, M60, M61, M85, M87, M88, M91, M99 et M100.
Toutes les galaxies de la liste de Mahtessian ne constituent pas réellement un groupe de galaxies. Ce sont plutôt plusieurs groupes de galaxies qui font tous partie d'un amas galactique, l'amas de la Vierge. Pour éviter la confusion avec l'amas de la Vierge, on peut donner le nom de groupe de M60 à cet ensemble de galaxies, car c'est l'une des plus brillantes de la liste. L'amas de la Vierge est en effet beaucoup plus vaste et compterait environ 1300 galaxies, et possiblement plus de 2000, situées au cœur du superamas de la Vierge, dont fait partie le Groupe local,.
De nombreuses galaxies de la liste de Mahtessian se retrouvent dans onze groupes décrits dans l'article d'A.M. Garcia, soit le groupe de NGC 4123 (7 galaxies), le groupe de NGC 4261 (13 galaxies), le groupe de NGC 4235 (29 galaxies), le groupe de M88 (13 galaxies, M88 = NGC 4501), le groupe de NGC 4461 (9 galaxies), le groupe de M61 (32 galaxies, M61 = NGC 4303), le groupe de NGC 4442 (13 galaxies), le groupe de M87 (96 galaxies, M87 = NGC 4486), le groupe de M49 (127 galaxies, M49 = NGC 4472), le groupe de NGC 4535 (14 galaxies) et le groupe de NGC 4753 (15 galaxies). Ces onze groupes font partie de l'amas de la Vierge et ils renferment 396 galaxies. Certaines galaxies de la liste de Mahtessian ne figurent cependant dans aucun des groupes de Garcia et vice versa.